# Hořejší Předměstí
Hořejší Předměstí (německy Obere Vorstadt) je část okresního města Domažlice v Plzeňském kraji. Nachází se na západě Domažlic. Je zde evidováno 309 adres. V roce 2011 zde trvale žilo 2 712 obyvatel.
Hořejší Předměstí leží v katastrálním území Domažlice o výměře 19,89 km².

## Obyvatelstvo
| Rok            | 1869 | 1880  | 1890  | 1900  | 1910  | 1921 | 1930  | 1950 | 1961 | 1970  | 1980  | 1991  | 2001  | 2011  | 2021  |
| -------------- | ---- | ----- | ----- | ----- | ----- | ---- | ----- | ---- | ---- | ----- | ----- | ----- | ----- | ----- | ----- |
| Počet obyvatel | 0    | 1 261 | 1 183 | 1 039 | 1 174 | 0    | 2 346 | 0    | 0    | 2 412 | 2 191 | 2 779 | 2 728 | 2 712 | 2 677 |
| Počet domů     | 0    | 89    | 91    | 90    | 101   | 105  | 124   | 0    | 0    | 189   | 171   | 179   | 195   | 221   | 267   |

## Obecní správa
Při sčítání lidu v letech 1880–1920 Hořejší Předměstí bylo osadou města Domažlice ve stejnojmenném okrese. V následujícím období byla osada úředně zrušena a jako část města Domažlice byla obnovena 1. března 1980.

## Fotogalerie

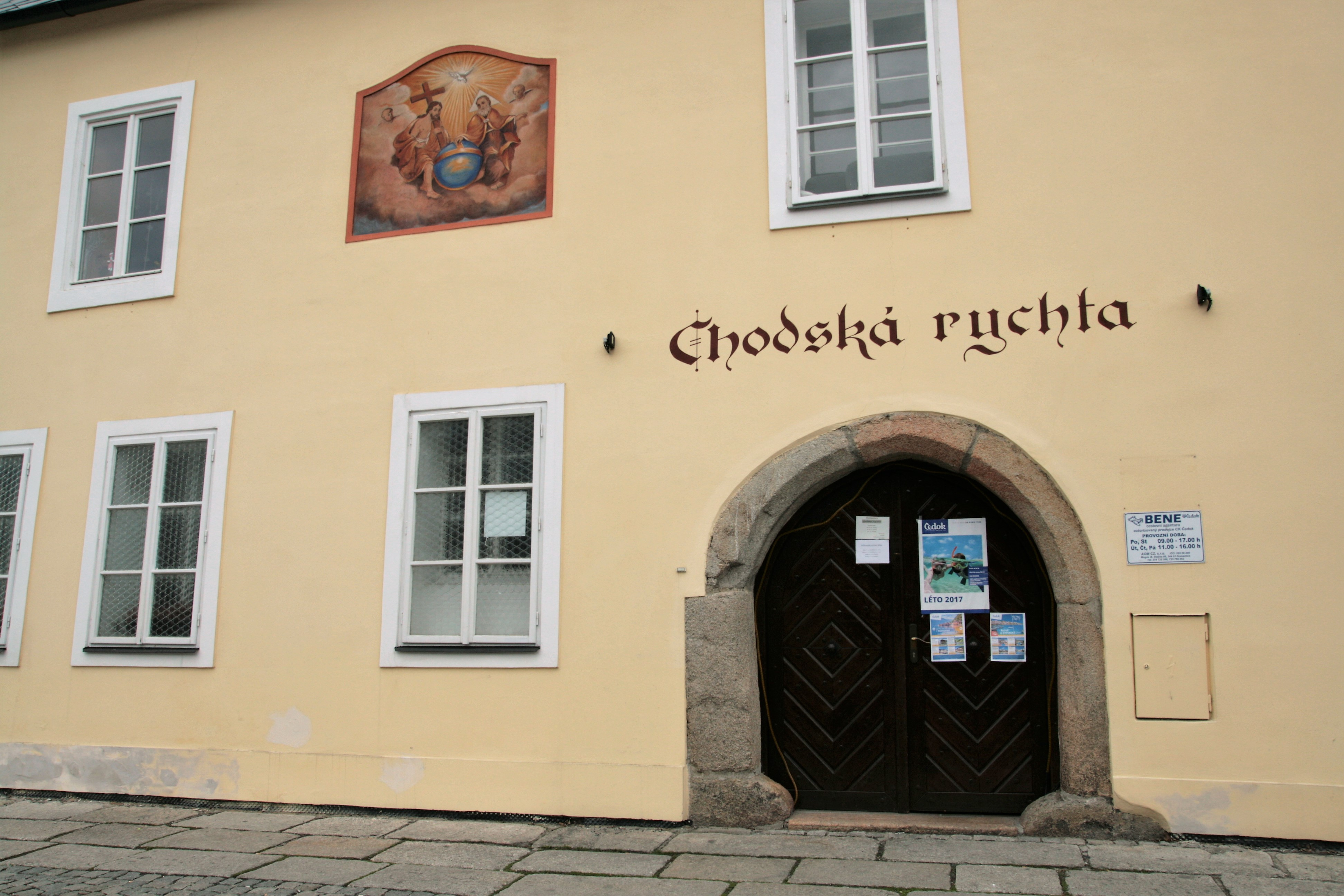
Chodská rychta (Msgre. B. Staška 66)
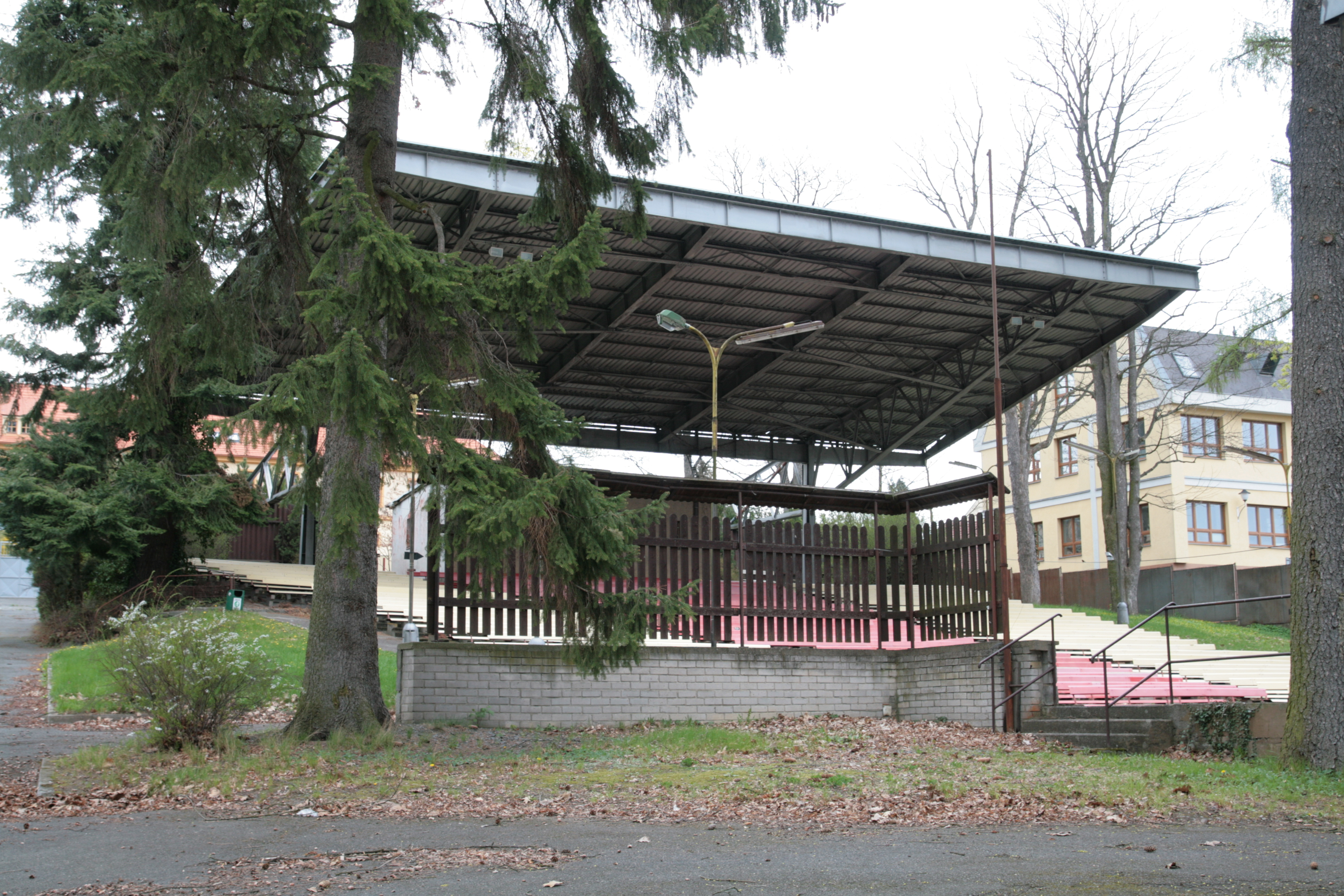
Letní kino na ulici Kozinova
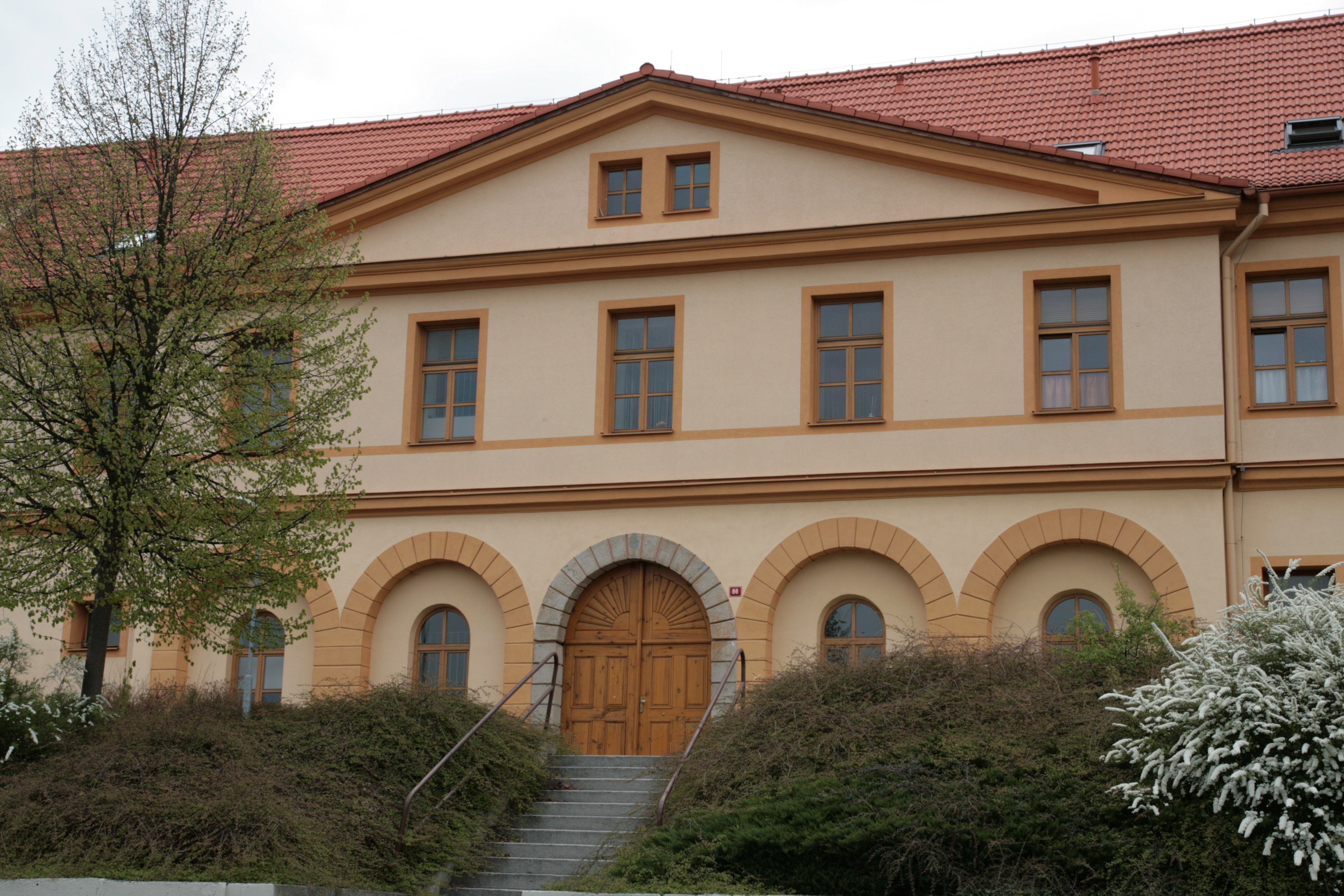
Tereziánská kasárna (Kozinova 86)